# نیکولا وانیه
نیکولا وانیه (انگلیسی: Nicolas Vanier؛ زادهٔ ۵ مهٔ ۱۹۶۲) کارگردان، نویسنده، فیلم‌بردار اهل کشور فرانسه است. وی از سال ۱۹۹۳ میلادی تاکنون مشغول فعالیت بوده‌است.
وی همچنین برندهٔ جوایزی همچون لژیون دونور (شوالیه) شده‌است.